# Gene Ammons
 Eugene „Gene“ Ammons (* 14. April 1925 in Chicago, Illinois; † 6. August 1974 ebenda) war ein US-amerikanischer Jazzmusiker afroamerikanischer Abstammung. Er spielte Tenorsaxophon und leitete eigene Bands. Ammons trat mit unterschiedlichen Formationen vom Quartett über größere All-Star-Besetzung bis zur Big Band auf und spielte zahlreiche Schallplatten ein. Zusammen mit Von Freeman initiierte er die Chicagoer Schule von Tenorsaxophonisten, die den Stil eines Lester Young und Ben Webster weiterentwickelten. Damit nahmen sie Einfluss auf andere Solisten wie Johnny Griffin und Clifford Jordan.

## Werdegang

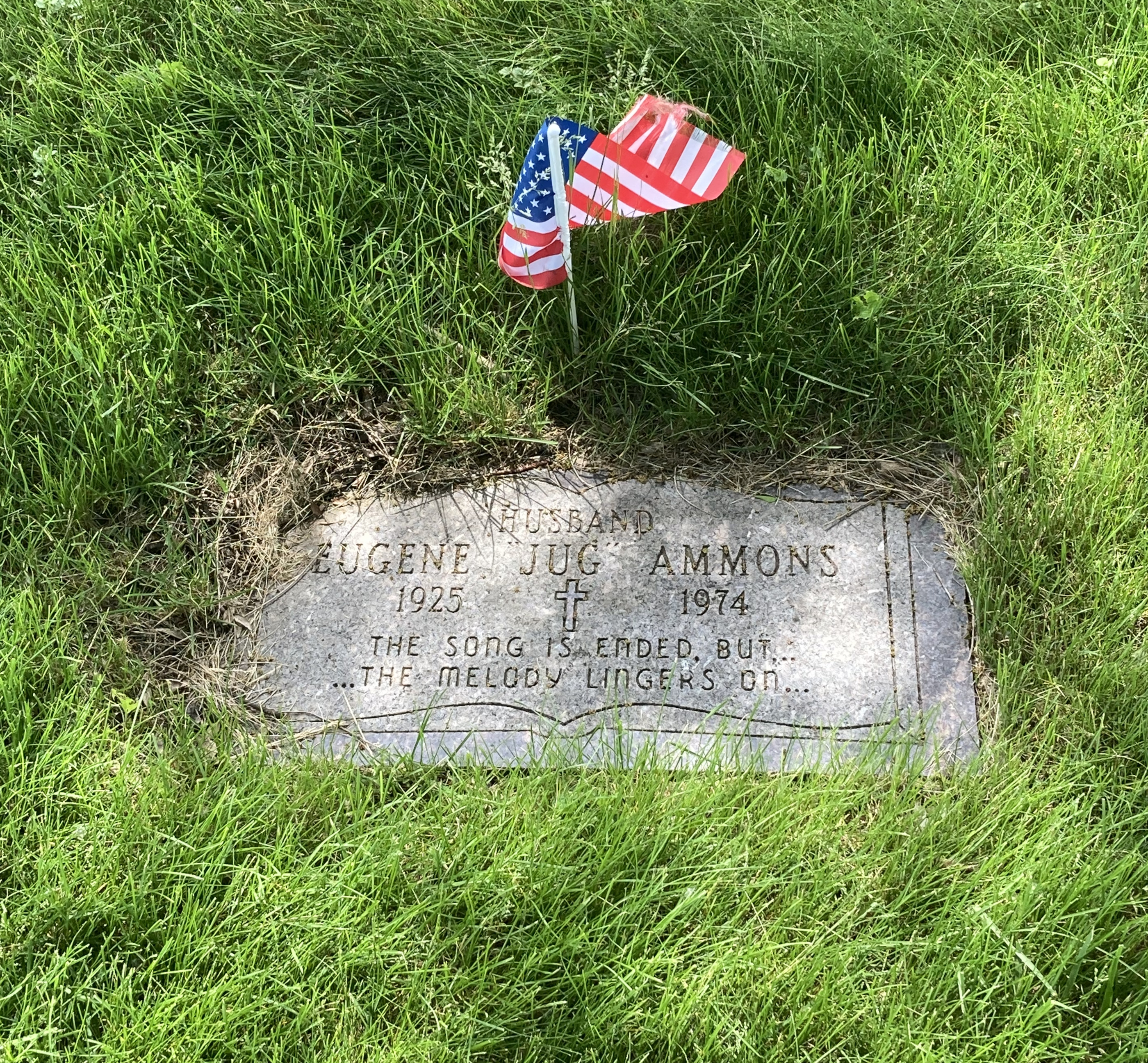
Letzte Ruhestätte von Eugene ‚Jug‘ Ammons auf dem Lincoln Cemetery in Blue Island, Illinois. (Foto: 2022)

Gene Ammons war der Sohn Albert Ammons’, des berühmten Boogie-Pianisten. Seine lange Karriere reichte von den 1940er Jahren bis in die 1970er Jahre. 1943 tourte er mit dem Trompeter King Kolax. 1944 bis 1947 spielte er bei Billy Eckstine and His Orchestra (aus dieser Zeit gibt es die berühmte Aufnahme Blowing the Blues Away im Duett/Wettkampf mit Dexter Gordon), nahm aber auch schon mit eigenen Gruppen auf; einen Hit hatte er 1947 mit Red Top in den R&B-Charts. 1949 war er als Nachfolger von Stan Getz in der Four Brothers-Sektion der zweiten Herde von Woody Herman, wo er für seine Tenorduelle mit Sonny Stitt bekannt war. Weitere berühmte Tenor-Duelle (battles) mit Sonny Stitt wurden in einem von beiden geleiteten Septett zwischen 1950 und 1952 aufgenommen, wie etwa „Blues Up and Down“.
Mitte der 1950er Jahre nahm er einige Singles für United auf und leitete All-Star-Bands mit wechselnden Besetzungen, bei denen u. a. Art Farmer, Jackie McLean und Donald Byrd mitspielten. 1960 hatte er mit Canadian Sunset und Hittin the Jug Hits (beide auf dem Album Boss Tenors) und 1962 gab er seine stimmmächtige Version der Bossa Nova (Album Bad! Bossa Nova). 1958–1960 und 1962–1969 saß er wegen Drogendelikten (er war heroinabhängig) im Gefängnis. Teilweise war er dabei offensichtlich von der Polizei und Staatsanwaltschaft „reingelegt“ worden (das Urteil 1962 lautete auf 15 Jahre), wurde aber im Gefängnis Statesville in Illinois relativ gut behandelt – er leitete die Gefängnisband. Da er in New York Auftrittsverbot hatte, gab er sein Comeback-Konzert 1969 im Plugged Nickel in Chicago (Album The Boss Is Back). Im Februar 1972 war er Stargast beim Konzert Charles Mingus and Friends in Concert; 1973 trat er mit Dexter Gordon, Cannonball Adderley und eigener Band beim Montreux Jazz Festival und danach im Juli in Åhus in Schweden auf (Album In Sweden).
Ammons spielte mit einem ausgesprochen zupackenden, voluminösen und melodischen Ton. Er war zwar kein bedeutender Innovator, aufgrund seines charakteristischen Sounds, der sowohl bei kraftvoll gespieltem Blues als auch romantischen Balladen leicht wiederzuerkennen war, erlangte er aber große Popularität beim Publikum. Ira Gitler bescheinigte ihm einen Sound wie ein 15-stöckiges Hochhaus. Seine Spielweise war stark vom Rhythm and Blues geprägt, er spielte aber auch gelegentlich technisch virtuosen Bebop (so in der Eckstine Band). Mit Aufkommen der Bossa Nova in den frühen 1960er Jahren beschäftigte er sich wie viele seiner Jazz-Kollegen mit südamerikanischen Rhythmen. Er war einer der wenigen Jazzmusiker, die sich ihre Popularität über mehrere Jahrzehnte bewahren und sogar immer wieder kommerziell erfolgreiche Hits verbuchen konnten. Er war einer der ersten Musiker, der die Soul-Orgel in den Jazz integrierte. Vor allem mit seinen Aufnahmen im Stile des Soul Jazz war er Ende der 1960er und Anfang der 1970er Jahre sehr erfolgreich.
Musikern und Fans war Gene Ammons auch unter dem Spitznamen Jug geläufig. Wegen seines dominanten Sounds auf dem Saxofon wurde er auch gelegentlich The Boss genannt. Seine wichtigsten Aufnahmen erschienen auf dem Plattenlabel Prestige Records, bei dem er ab Ende der 1940er Jahre unter Vertrag stand.
Im Jahr 1974 brach er bei einem Auftritt in Buddy’s Place in New York (zusammen mit Sonny Stitt, mit dem er sich immer noch Duelle liefern konnte) zusammen. Die Diagnose lautete Knochenkrebs, und er starb während der Behandlung im Krankenhaus an einer Lungenentzündung.
Das letzte von ihm eingespielte Stück hieß Goodbye (kurz bevor man ihm seine Krankheit mitteilte).

## Diskographische Hinweise
- Young Jug, 1948–1952, Chess
- Blues Up and Down, 1950, Prestige
- The Happy Blues, 1956, Prestige
- Blue Gene, 1958, Prestige, Original Jazz Classics
- Boss Tenor, 1960, Prestige
- Groovin’ with Jug, 1961, Pacific Jazz Records
- Boss Tenors, 1961, Verve
- Bad! Bossa Nova, 1962, Prestige
- The Boss Is Back!, 1969, Prestige
- Goodbye, 1974, Prestige
- 2012 veröffentlichte das Label Verve im Rahmen der Serie Jazzplus eine CD mit 16 Stücken von ihm.

## Lexikalische Einträge
- Carlo Bohländer, Karl Heinz Holler, Christian Pfarr: Reclams Jazzführer. 5., durchgesehene und ergänzte Auflage. Reclam, Stuttgart 2000, ISBN 3-15-010464-5.
- Ian Carr, Digby Fairweather, Brian Priestley: Rough Guide Jazz. Der ultimative Führer zur Jazzmusik. 1700 Künstler und Bands von den Anfängen bis heute. Metzler, Stuttgart/Weimar 1999, ISBN 3-476-01584-X.
- Leonard Feather, Ira Gitler: The Biographical Encyclopedia of Jazz. Oxford University Press, New York 1999, ISBN 0-19-532000-X.
- Martin Kunzler: Jazz-Lexikon. Band 1: A–L (= rororo-Sachbuch. Bd. 16512). 2. Auflage. Rowohlt, Reinbek bei Hamburg 2004, ISBN 3-499-16512-0.